# 宇都宮啓
宇都宮 啓（うつのみや おさむ、1960年〈昭和35年〉9月28日 - ）は、日本の医師、厚生労働技官。

## 来歴
千葉県出身。1986年（昭和61年）3月、慶應義塾大学医学部を卒業。同年4月、厚生省に入省し、厚生省大臣官房統計情報部衛生統計課に配属。その後、岩手県環境保健部保健予防課、久慈保健所、成田空港検疫所に配属され、岩手県環境保健部保健予防課に配属された際は岩手県高次救急センターで臨床研修を受けた。
1991年（平成3年）7月、チュレーン大学公衆衛生・熱帯医学大学院へ留学し、翌1992年（平成4年）7月よりカリフォルニア大学サンフランシスコ校保健政策研究所で勤務。
帰国後、環境庁企画調整局地球環境部環境保全対策課研究調査室研究調整専門官、保健医療局疾病対策課課長補佐、厚生省大臣官房厚生科学課課長補佐、同政策課課長補佐、同国際課課長補佐、保健医療局地域保健・健康増進栄養課課長補佐、健康局総務課長補佐、厚生労働省大臣官房厚生科学課長補佐、岡山県保健福祉部長、医政局医事課医師臨床研修推進室長、同局研究開発振興課医療機器・情報室長、厚生労働省大臣官房総務課企画官、老健局老人保健課長、保険局医療課長、独立行政法人国立国際医療研究センター企画戦略局長、同センター国際医療教育局長、国立研究開発法人国立国際医療研究センター企画戦略局長、同センター国際医療協力局長、成田空港検疫所長、厚生労働省大臣官房生活衛生・食品安全審議官などを歴任。2008年と2014年の診療報酬改定や2012年の介護報酬改定に携わり、保険局医療課長在任中には国の施策で入院期間が決められている病気の患者が期間終了後に退院を余儀なくされる状況に際し、在宅復帰につながる医療機関の連携が必須だと考え、急性期、地域包括ケア・回復期、長期療養それぞれに在宅復帰の指標を作成するなどし、在宅復帰率向上に取り組んだ。また、厚生省大臣官房厚生科学課課長補佐として世界保健機関西太平洋地域事務局に派遣された。
2018年（平成30年）7月31日、厚生労働省健康局長に就任。翌2019年（令和元年）7月9日に退官し、同年10月1日、医療法人社団健育会理事、医療法人常磐会理事、医療法人喬成会理事、医療法人社団茅ヶ崎セントラルクリニック理事に就任。